# If P&C Insurance
If P&C Insurance es una compañía de seguros de propiedad y accidentes con aproximadamente 3,8 millones de clientes en Suecia, Noruega, Finlandia, Dinamarca, Rusia y los Países bálticos. If cuenta con aproximadamente 7.000 empleados.
If se creó en 1999 a través de la fusión entre Storebrand de Noruega y Skandia de Suecia. En 2001 If se fusionó con la compañía de seguros finlandesa Sampo.